# السعادنة (بباهسة السبيعات)
السعادنة هو دُوَّار يقع بجماعة اسبيعات، إقليم اليوسفية، جهة مراكش آسفي في المملكة المغربية. ينتمي الدوّار لمشيخة بباهسة السبيعات التي تضم 31 دوار. يقدر عدد سكانه بـ 609 نسمة حسب الإحصاء الرسمي للسكان والسكنى لسنة 2004.

## روابط خارجية
- البوابة الوطنية للجماعات الترابية
- المندوبية السامية للتخطيط